# Sabine Wassermann
Sabine Wassermann (* 6. September 1965 in Simmern/Hunsrück; † 31. März 2017 in Bad Kreuznach) war eine deutsche Schriftstellerin und Künstlerin.

## Leben
Sie studierte Kunst an der Städelschule in Frankfurt am Main. Das Interesse an der griechischen Sagenwelt und der Antike brachte sie zum Schreiben. Sie lebte als Malerin und Schriftstellerin in Bad Kreuznach, wo sie 2001 mit dem Kulturpreis der Stadt Bad Kreuznach ausgezeichnet wurde.
Sabine Wassermann starb 2017 nach kurzer schwerer Krankheit.

## Veröffentlichungen
- 1995 – Achill, Held und Frevler (Schneekluth) ISBN 3-795-11377-6
- 2000 – Goldhorus (Eichborn) ISBN 3-821-80853-5
- 2001 – Der Zorn des Seth (Eichborn) ISBN 3-821-80894-2
- 2003 – Herrin zweier Länder (Eichborn) ISBN 3-821-80852-7
- 2007 – Die Teufelsmalerin (Rowohlt) ISBN 978-3-499-24491-9
- 2008 – Das gläserne Tor (Heyne) ISBN 978-3-453-52339-5
- 2008 – Das Zeichen des Ketzers (Rowohlt) ISBN 978-3-499-24717-0
- 2009 – Die eiserne Welt (Heyne) ISBN 978-3-453-52340-1
- 2013 – Die Wikingersklavin (Bookspot) ISBN 978-3937357621